# کوتا کاوانو
کوتا کاوانو (ژاپنی: 河野 孝汰؛ زادهٔ ۱۲ اوت ۲۰۰۳) یک بازیکن فوتبال اهل ژاپن است.
از باشگاه‌هایی که در آن بازی کرده‌است می‌توان به باشگاه فوتبال رینوفا یاماگوچی اشاره کرد.